# Jogos Pan-Helénicos
Jogos Pan-Helénicos (português europeu) ou Pan-Helênicos (português brasileiro) é o termo coletivo utilizado para designar quatro festivais separados que se realizavam periodicamente na Antiga Grécia.
Esses quatro jogos eram:
| Jogos           | Deus homenageado | Localização     | Prêmio                      | Frequência                                  |
| --------------- | ---------------- | --------------- | --------------------------- | ------------------------------------------- |
| Jogos Olímpicos | Zeus             | Olímpia, Elis   | Coroa de oliveira (Kotinos) | Quadrienal                                  |
| Jogos Píticos   | Apolo            | Delfos          | Grinalda                    | Quadrienal (2 anos após os Jogos Olímpicos) |
| Jogos Nemeus    | Zeus, Herácles   | Nemeia, Corinto | Aipo selvagem               | Bienal                                      |
| Jogos Ístmicos  | Poseidon         | Istmia, Sicião  | Pinha                       | Bienal                                      |

## Descrição
Os jogos realizavam-se segundo um ciclo de quatro anos, conhecido como Olimpíada, que era uma das formas usada na antiga Grécia para medir o tempo. Os Jogos Olímpicos representavam o ano um do ciclo, seguindo-se, em diferentes meses do ano dois, os Jogos Nemeus e Ístmicos. No terceiro ano do ciclo tinha lugar os Jogos Pítios e no quarto ano repetiam-se a novamente ao início no ano seguinte com os Jogos Olímpicos. A organização dos jogos tinha em conta a possibilidade de atletas individuais participarem em todos os festivais.
Os participantes nos Jogos podiam ser originários de todo o mundo grego, incluindo as suas diversas colónias, desde a Ásia Menor até à Ibéria. No entanto os participantes teriam de ser razoavelmente ricos para poderem pagar pelos treinos, transporte, alojamento e outras despesas. Mulheres, escravos e não-gregos não tinham permissão para participar, se bem que existiram excepções, como no caso de Filipe II da Macedónia e Nero. No caso das mulheres, apenas as virgens tinham permissão para assistir aos jogos.
Os eventos principais de cada um dos festivais eram as corridas de quadriga, lutas, boxe, pancrácio, estádio e outras corridas a pé, salto em comprimento, lançamento do dardo, e lançamento do disco. Excepto nas corridas de quadriga, os participantes disputavam todas as modalidades nus.
Os mais antigos registos escritos que referem os Jogos Olímpicos datam de 776 a.C., mas há indícios de que a sua origem remonte alguns séculos antes. Os outros três jogos foram instituídos no século VI a.C..